# Contea di Tweed
La contea di Tweed è una Local Government Area che si trova nel Nuovo Galles del Sud. Essa si estende su una superficie di 1.232 chilometri quadrati e ha una popolazione di 90.090 abitanti. La sede del consiglio si trova a Murwillumbah.